# Saxifraga trifurcata
Saxifraga trifurcata là một loài thực vật có hoa trong họ Saxifragaceae. Loài này được Schrad. miêu tả khoa học đầu tiên năm 1809.